# Wormaldia balcanica
Wormaldia balcanica är en nattsländeart som beskrevs av Kumanski 1979. Wormaldia balcanica ingår i släktet Wormaldia och familjen stengömmenattsländor. Inga underarter finns listade i Catalogue of Life.